# Turuwa
Turuwa est un village du Cameroun situé dans le département du Menchum et la Région du Nord-Ouest, à proximité de la frontière avec le Nigeria. Il fait partie de la commune de Furu-Awa.

## Population
Lors du recensement de 2005, 335 habitants y ont été dénombrés.